# Casa Burló
Casa Burló és una obra de Tàrrega (Urgell) protegida com a Bé Cultural d'Interès Local.

## Descripció
Edifici de planta baixa, dos pisos i golfes i coberta a dues aigües amb carener paral·lel a la façana principal. Aquesta última està articulada en dos eixos de composició vertical. A la planta baixa es troba la portada d'accés, d'estructura rectangular i amb un emmarcament de pedra. Al costat hi ha una finestra protegida per barrots, també rectangular, amb emmarcament i un ampit de pedra. Totes les obertures són idèntiques i se situen de manera simètrica: dues al primer pis i altres dues a la planta superior, totes elles d'arc a nivell i amb brancals i llinda de pedra, amb balcons individuals -els del segon pis, però, no sobresurten tant de la façana com els del pis inferior. Al mig dels dos balcons del primer pis hi ha un medalló ovalat. El nivell de les golfes presenta dues finestres quadrades, emmarcades i de petites dimensions. Corona la façana un ràfec de dues fileres, una de les quals és de dents de serra.
El parament és fet a base de carreus irregulars arrebossats i pintats, tot i que en algunes zones l'arrebossat ha desaparegut, tot deixant a la vista el paredat.